# Festival Internacional de Cinema Infantil
FICI - Festival Internacional de Cinema Infantil é um festival de cinema apresentado no Brasil desde 2003. Até 2020 exibiu mais de mil títulos, de 36 países, com um público superior a 1,8 milhão de espectadores, sendo 930 mil alunos e professores de escolas públicas, com parte deles tendo o primeiro acesso ao cinema. A 18ª edição, que o ocorreu em 2020, foi totalmente digital devido a pandemia de COVID-19.